# Khu đô thị Nam Thăng Long
Khu đô thị mới Nam Thăng Long (Ciputra Hanoi International City) là dự án bất động sản đầu tư nước ngoài lớn nhất Việt Nam từ trước tới năm 2007, với số vốn đầu tư đăng ký lên tới 2,11 tỷ USD, do tập đoàn Ciputra (Indonesia) làm chủ đầu tư.
Khu đô thị mới Nam Thăng Long là một tổ hợp nhiều dự án thành phần, trong đó bao gồm nhiều công trình dự kiến được xây dựng trên địa phận các phường Xuân Đỉnh, Đông Ngạc (quận Bắc Từ Liêm) và các phường Phú Thượng, Xuân La (quận Tây Hồ). Với tổng diện tích 323 ha, khu đô thị này có một vị trí thuận lợi về mọi mặt: chỉ cách trung tâm thành phố 8,4 km và cách sân bay Nội Bài 21,5 km, lại nằm liền kề với đường Phạm Văn Đồng và bờ nam sông Hồng, nên có thể giao lưu thuận lợi với tất cả các khu vực khác của Hà Nội. Nằm ngay bên bờ hồ Tây, khu đô thị này được thừa hưởng vẻ đẹp tự nhiên vốn có của quần thể thắng cảnh hồ Tây, cũng như được đảm bảo các điều kiện về môi trường.
Ngoài các khu chung cư cao tầng, khu đô thị Nam Thăng Long sẽ có ba loại nhà được thiết kế cho hộ gia đình, bao gồm nhà chia lô chất lượng cao, nhà bán độc lập và biệt thự. Các khu này có diện tích sử dụng 260–300 m², được thiết kế phù hợp với cuộc sống hiện đại.
Dự kiến, khu đô thị này được xây dựng từ năm 2002 và sẽ hoàn thành vào năm 2010. Tuy nhiên, cho đến dầu năm 2012, mới cơ bản xong công tác giải phóng mặt bằng và bồi thường cho dự án 92,7ha Khu đô thị Nam Thăng Long. Dự kiến, sau khi cư dân thu hoạch đào Tết tại làng đào Nhật Tân xong, công ty thi công sẽ tiến hành san nền, xây dựng hạ tầng kỹ thuật đồng bộ trên toàn bộ dự án.